# كريس شامبرلين
كريس شامبرلين (بالإنجليزية: Chris Chamberlain)‏ هو لاعب كرة قدم أمريكية أمريكي، ولد في 30 سبتمبر 1985 في بيثاني في الولايات المتحدة.

## وصلات خارجية
- كريس شامبرلين على موقع مرجع كرة القدم المحترفة.كوم (الإنجليزية)